# Bentvueghels

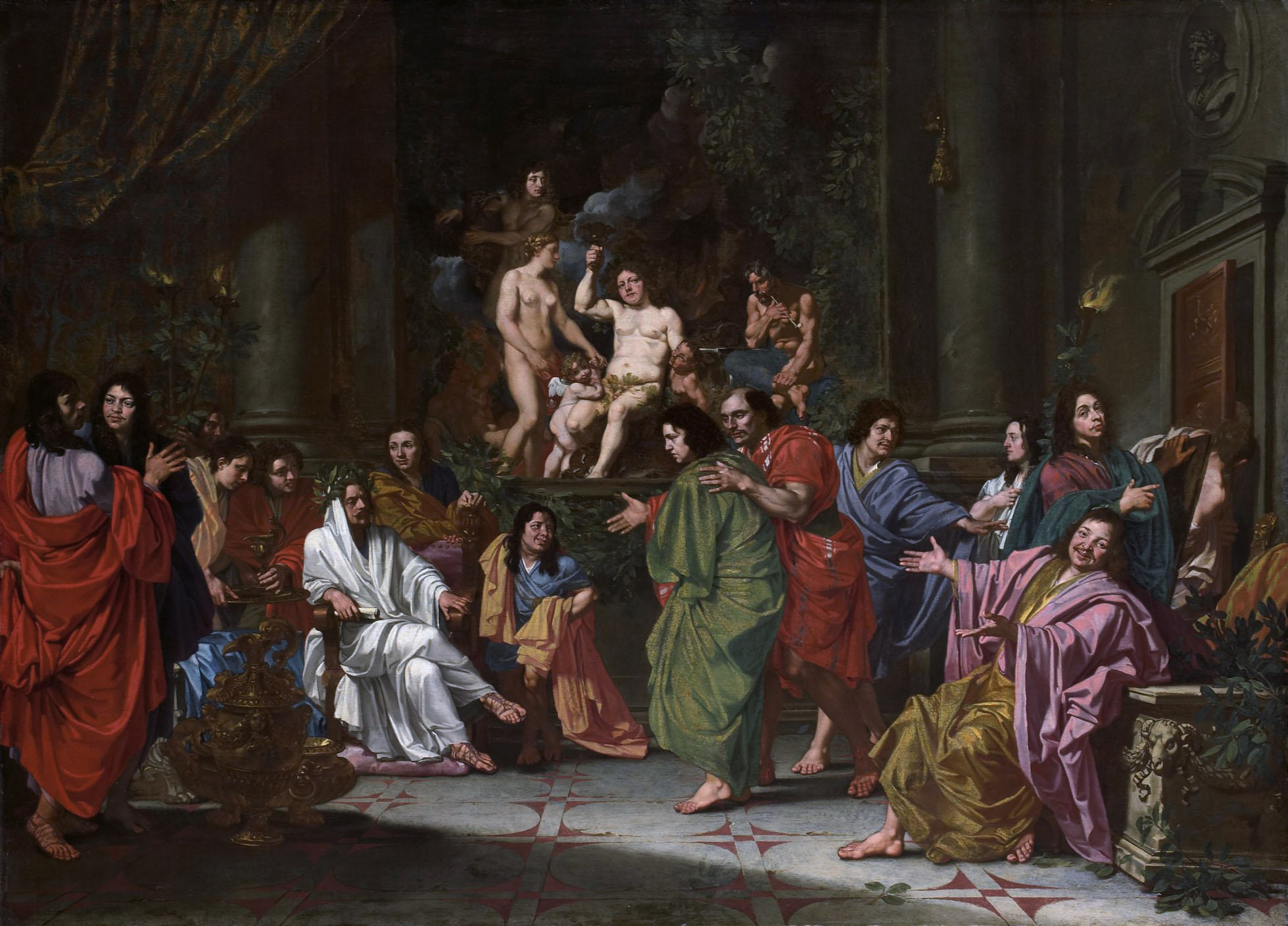
Zahájení Bentvueghel v Římě, kde nový člen obdrží svou přezdívku, Bent name, čili alias, anonym, asi 1660, Rijksmuseum Amsterdam

Bentvueghels (v nizozemštině Ptáci v peří nebo Letící ptáci) byla společnost tvořená většinou z umělců nizozemských a vlámských, kteří působili v Římě od roku 1620 do roku 1720. Byli známí také jako „Schildersbent“ (malířská klika).

## Aktivity

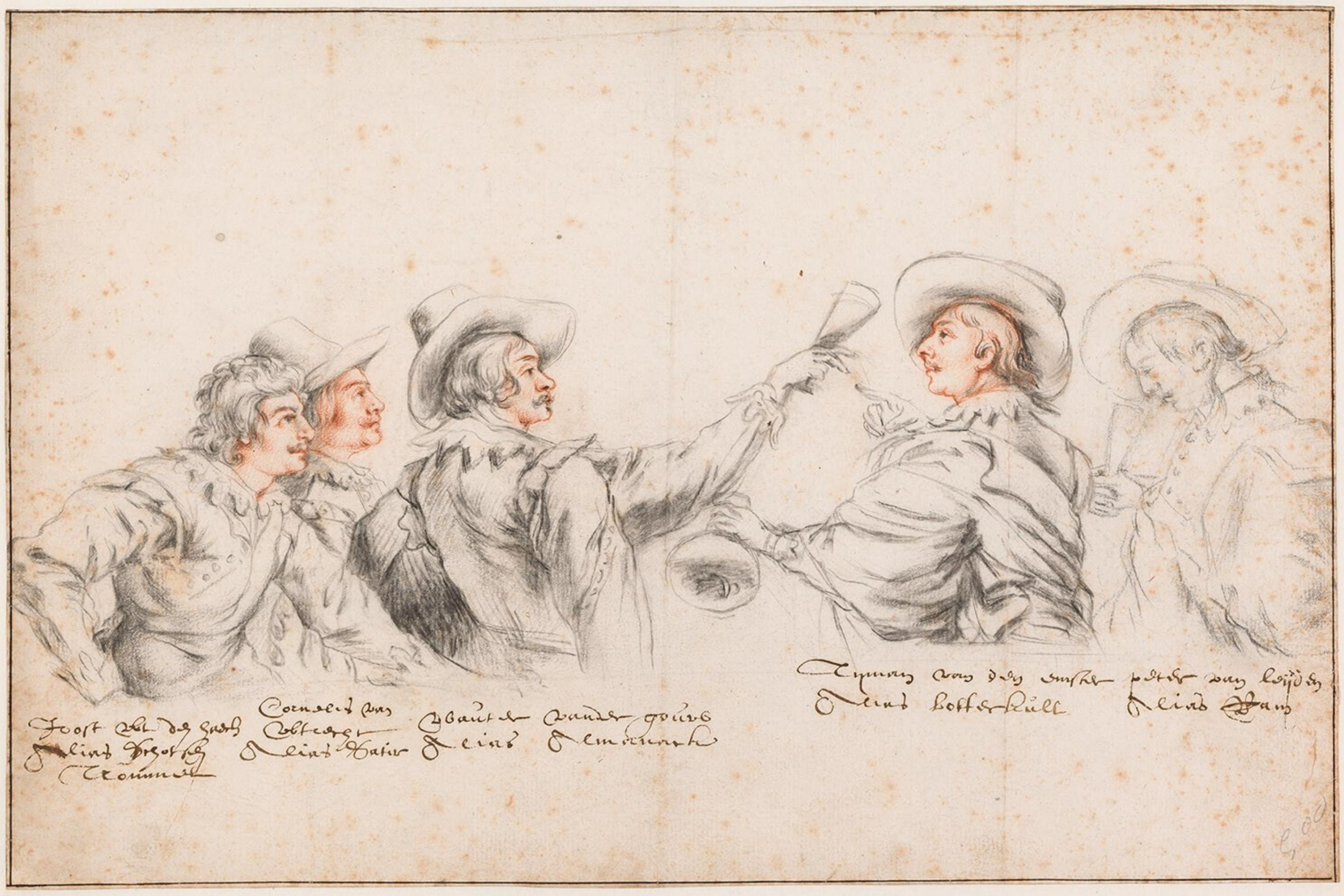
Anonymní kresba v muzeu Boijmans Van Beuningen, Rotterdam. Zleva doprava: Joost z Haagu (alias Schotsen trommel), Cornelius van Poelenburgh z Utrechtu (alias Satier), Wouter Crabeth II z Gou (Almanack), Tyman Arentsz, Cracht (alias Ram)

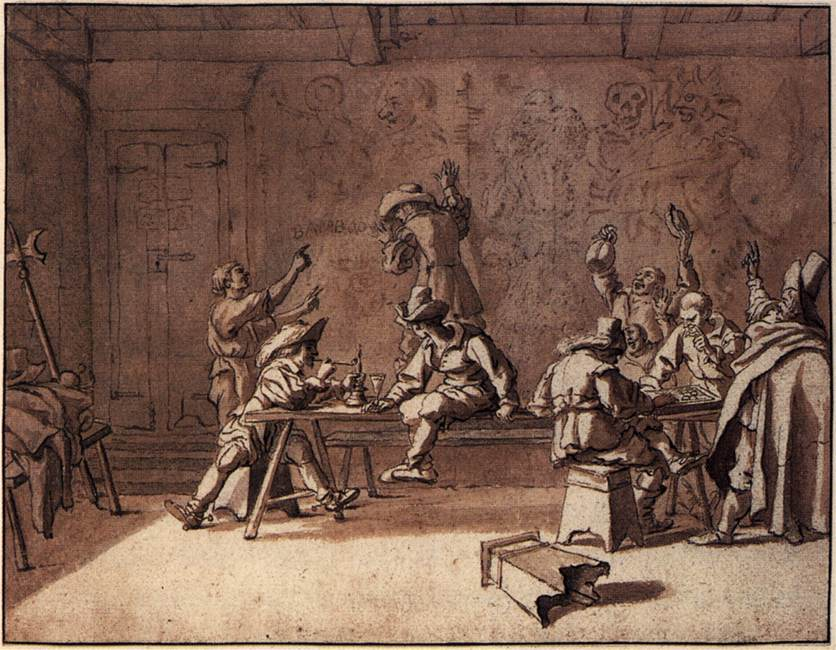
Bentvueghels v římské hospodě, Pieter van Laer

Členové skupiny Bentvueghels, která zahrnovala malíře, sochaře a básníky, žili v různých částech města (většinou ve farnosti Santa Maria del Popolo) a San Lorenzo v Lucině na severu města. Spojili se ze sociálních a intelektuálních důvodů. Skupina byla dobře známá svými opilými rituály, uctívajíc tímto způsobem boha Dionysa. Tyto bakchanálie byly placeny jejich iniciátorem. Oslavy, někdy trvající až 24 hodin, skončily se skupinou pochodující do kostela Santa Costanza, známého v té době jako chrám boha Bacchuse. Tam před porfyrovým sarkofágem sv. Constantiny, nejstarší dcery římského císaře Konstantina Velikého a jeho druhé manželky Fausty, který je nyní ve vatikánském museu, pořádali tzv. libations: rituální oběť buď tekutiny např. mléka, vína nebo olivového oleje, či jiné materie, jako je kukuřičná mouka nebo rýže jako oběť bohu či duchu. Tímto rituálem se odvrací zlá karma či špatná energie. Taková oběť byla běžná v mnoha náboženstvích starověku a je stále nabízena v různých kulturách dodnes. Sarkofág byl považován za Dionýsův hrob díky na něm zobrazeným dionýsovským motivům. Tato praxe byla v roce 1720 zakázána. Navzdory hektické povaze těchto zasvěcení byla ve skupině zachována intelektuální kvalita.

## Známí členové
Nejstarší známou publikační listinou je kniha Arnolda Houbrakena, umělce a rytce, který použil seznam členů Bentvueghels jako zdroj své knihy De Groote schouburgh der Nederlantsche konstschilders en schilderessen v roce 1718. Původní členové skupiny byli také ilustrováni v řadě výkresů z roku 1620: Cornelis van Poelenburch, Bartholomeus Breenbergh, Dirck van Baburen, Paulus Bor, Cornelis Schut a Simon Ardé. Na počátku byly členům dávány přezdívky podle jmen klasických bohů či hrdinů: Bacchus, Cupid, Hector, Meleager, Cephalus, Pyramus, Orpheus atd. Někdy však byly aliasy vtipné nebo poloobscénní v souladu s obecnou činností společnosti.
Někteří členové se známými aliasy nebo „ohnutými“ jmény:
- Willem van Aelst – „Vogelverschrikker“ („Strašák“)
- Simon Ardé – „Tovenaer“ („Průvodce“ nebo  "Čaroděj")
- Jan Asselijn – „Crabbetje“ (kvůli handicapu na pravé ruce)
- Dirck van Baburen – „Biervlieg“
- David Beck – „Gulden septer“ („Guldenské žezlo“)
- Jan van Bijlert – „Aeneas“ (jeden ze zakladatelů)
- Cornelis Bloemaert – „Winter“ („Zima“)
- Jan Frans van Bloemen – „Orizonte“ nebo „Horizonti“. Tato přezdívka poukazovala na jeho oblíbený způsob zobrazení horizontu.
- Norbert van Bloemen – „Cephalus“ nebo „Cephalos“
- Pieter van Bloemen – „Standaart“ nebo „Stendardo“ („Standard“) pro jeho vztah k transparentům a vlajkám, které rád a pravidelně maloval na svých obrazech s vojenskou tematikou.
- Jacques Blondeau – „Weyman“
- Jan Boeckhorst – „Lange Jan“ („Dlouhý Jan“).
- Paulus Bor – „Orlando“
- Francis van Bossuit – „Waarnemer“ („Delegát“)
- Leonard Bramer – „Nestelghat“
- Bartholomeus Breenbergh – „Het Fret“ („Fretka“)
- Abraham Brueghel – „Rijngraaf“ nebo „Ringraaf“ („vévoda Rýna“, který byl starým aristokratickým titulem v severní Evropě)
- Jan Baptist Brueghel – „Meleager“
- Cornelis de Bruijn – „Adonis“
- Wouter Crabeth II – „Almanach“
- Tyman Arentsz. Cracht – „Botterkull“ nebo „Botterkull“
- Ignatius Croon – „Gaudtvinck“ nebo „Goudtvinck“
- Willem Doudijns – „Diomedes“
- Karel Dujardin – „Barba di Becco“ nebo „Bokkebaart“ („Kozí brada“)
- Wybrand de Geest – „De Friesche Adelaar“ („Fríský orel“)
- Pieter Groenewegen – „Leeuw“ („Lev“)
- Reynier van Heuckelom – „Wolf“
- Samuel van Hoogstraten – „Batavier“
- Pieter van der Hulst – „Zonnebloem“
- Willem van Ingen – „Den Eersten“ („První“)
- Adriaen van der Kabel – „Geestigheid“ („Humor“)
- Pieter van Laer – „Il Bamboccio“ („Ošklivá loutka“)
- Jan Linsen – „Hermafrodiet“ („Hermafrodit“)
- Jacob Leyssens – „Notenkraker“ („Louskáček“)
- Hendrik Frans van Lint – „Studie“
- Johann Liss – „Pan“
- Willem Molijn – další zakladatel
- Pieter Mulier mladší – „Tempeest“
- Franciscus de Neve (II) – „Bloosaerken“
- Reinier van Persijn – „Narcis“
- Cornelis van Poelenburgh – „Satyr“, také zakladatel
- Luigi Primo – „Gentiel“ nebo „Gentile“ („Jemný“)
- Otto Marseus van Schrieck – „Snuffelaer“ nebo Ferreter, protože byl často v zahradě a zkoumal detaily
- Jacob van Staverden – „Ijver“ (Horlivost)
- Herman van Swanevelt – „Heremiet“ („Poustevník“)
- Augustinus Terwesten – „Patrysvogel“ (Koroptev)
- Robert du Val – „La Fortune“ (Šťastlivec)
- Pieter Verbrugghen II – „Balón“
- Karel van Vogelaer – „Distelbloem“ („Květ bodláku“)
- Jan Baptist Weenix – „Ratel“ (kvůli poruše řeči)
- Theodoor Wilkens – „Goedewil“ („Dobrý záměr“)
- Matthias Withoos – „Calzetta bianca“ (Bílá punčoška)
- Gaspar de Witte – „Grondel“ (malá, jedlá evropská sladkovodní ryba, kterou rybáři často používají jako návnadu)
- Johan Zierneels – „Lely“ nebo „Lelie“